# Acacia tenuispica
Acacia tenuispica é uma espécie de leguminosa do gênero Acacia, pertencente à família Fabaceae.